# Dulsberg Late Night
Dulsberg Late Night war eine YouTube-Show der Hamburger Stadtteilschule Alter Teichweg in Koproduktion mit dem Programm Kulturagent*innen Hamburg, die während des ersten Corona-Lockdowns 2020 entstanden ist. Moderiert von Schulleiter Björn Lengwenus, sendete die Show täglich aus der zur Fernsehstudio umfunktionierten Schulaula. Das Format verband digitalen Unterricht mit künstlerischen Elementen und entwickelte sich zu einem bundesweit beachteten Medienphänomen.

## Entstehung und Konzept
Als die Stadtteilschule Alter Teichweg mit ihren 1.600 Schülerinnen und Schülern im März 2020 schließen musste, entwickelte ein Team um den Schulleiter die Show als digitalen Pausenhof. Mit professioneller Unterstützung entstanden 28 Folgen, die täglich um 22 Uhr auf YouTube veröffentlicht wurden. Das Format lebte von einer Mischung aus Videoeinsendungen und Gastauftritten. Digital zugeschaltet oder live im Studio begrüßte der Schulleiter neben Schülern und Lehrern der Schule auch zahlreiche Prominente wie z. B. Zoe Wees, Justus Frantz, Johannes B. Kerner und Yared Dibaba sowie nacheinander die drei Hamburger Senatoren Ties Rabe, Carsten Brosda und Andy Grote.

## Auszeichnungen
Das Format erhielt mehrere bedeutende Auszeichnungen, die sowohl die mediale Innovation als auch die kulturelle und gesellschaftliche Bedeutung würdigten:
Im Jahr 2020 wurde die Show mit dem Special Award des YouTube GOLDENE KAMERA Digital Award ausgezeichnet. Die Jury begründete die Auszeichnung mit dem besonderen Engagement während der Schulschließungen: „So viel Mut, so viel Ideenreichtum, so viel Engagement – das verdient eine GOLDENE KAMERA.“ Die Moderatorin Linda Zervakis überraschte den Schulleiter mit der Trophäe während er eine 6. Klasse unterrichtete und würdigte besonders, dass die Show "trotz Abstand 'digital Stellung gehalten'" habe.
Im selben Jahr gewann "Dulsberg Late Night" den Jurypreis des Social Design Award, der von SPIEGEL WISSEN in Kooperation mit Bauhaus vergeben wird. Die Jury würdigte dabei besonders den Beitrag der Show zum Zusammenhalt der Schulgemeinschaft während des Lockdowns.
Im April 2021 wurde das Projekt mit dem Hamburger Stadtteilkulturpreis ausgezeichnet. In ihrer Begründung hob die Jury besonders hervor, dass das Projekt als gelungene Kooperation zwischen den Kulturagenten für kreative Schulen und der Stadtteilschule Alter Teichweg die Rolle der Kultur als emotionalen Anker in Krisenzeiten demonstriere.
Im Mai 2021 erhielt die Stadtteilschule Alter Teichweg den Deutschen Schulpreis 2021 Spezial, der von Bundespräsident Frank-Walter Steinmeier verliehen wurde. Die Auszeichnung würdigte besonders die innovativen Wege der Schule, während des Lockdowns ein Gemeinschaftsgefühl aufrechtzuerhalten. Die Show trug maßgeblich dazu bei, dass dieses Gemeinschaftsgefühl nach Aussage der Schule "so stark ist wie nie zuvor".
Im Juni 2021 wurde der Grimme Online Award für Idee und Konzept der Show verliehen. Die Jury würdigte "Dulsberg Late Night" als "Leuchtturm der Hoffnung" während des ersten Lockdowns. Sie betonte, dass es dem Format gelang, "mit einfachen Mitteln des Internets auf herausragende Weise, in einer Zeit der Agonie und der Einsamkeit das Gemeinschaftsgefühl der eigenen Schule zu stärken – und sie zugleich dem ganzen Land als charmantes Vorbild zu präsentieren."

### Mediale Rezeption
- Die Zeit: Porträt über Björn Lengwenus als Mensch des Monats.
- SPIEGEL: Dulsberg Late Night in der Jahresrückschau 2020
- Stern: Ausführlicher Bericht zur Grimme-Preis-Verleihung
- MOPO: Frühe Berichterstattung zur Show im April 2020
- BILD: Frühe Berichterstattung zur Show
- Hamburger Abendblatt: Entstehung und Konzept der Show
- RTL: Bericht zur Verleihung des Deutschen Schulpreises